# ゆずの花
ゆずの花（ゆずのはな）は、日本のお笑いコンビ。
2022年6月結成。かつてはソニー・ミュージックアーティスツ（SMA NEET Project）に所属していたが、2024年2月29日を以って同所を退所。「ゆずの花としてもう一度お笑いと向き合うには、一度フリーとなって活動することがベスト」と結論付けての円満退社であるとしている。

## メンバー

### MORIYAMA（もりやま）
- 本名　森山 智生（もりやま ともを）
- 1984年8月26日生まれ
- 身長175cm、体重105キロ、血液型O型
- 元モンチャック、すっぴんピエロ
- 愛知県名古屋市出身
- 帝京大学文学部心理学科卒
- 趣味は料理、バドミントン、エゴサーチ
- 特技は10分間瞬きしないでいられること。貴乃花のモノマネ。

### ゆず姉（ゆずねぇ）
- 本名　金田 優子（かねだ ゆうこ）
- 1980年8月28日生まれ
- 身長168cm、体重53キロ、血液型O型
- 元姫くり(2007～2013)※姫くり時代はゆずとして活動していた。
- 東京都府中市出身
- 東京都立三鷹高等学校卒業
- 趣味は合唱。ママさんコーラスグループ「ノイエブルーメン」に在籍。
- 特技は『アンパンマン』のキャラクターを全部言えること。
- 英語検定3級、アンパンマン検定1級をもっている。
- モノマネレパートリー 杏、浅田舞、東尾理子、森口博子、陣内貴美子、勇者ライディーン他多数 - 浅田舞のモノマネは本人公認。

## 受賞歴

### MORIYAMA
- R-1ぐらんぷり 2012 準決勝進出
- R-1ぐらんぷり 2013 準決勝進出
- R-1ぐらんぷり 2020 準決勝進出
- SMAホープ大賞審査員特別賞（2019年） - 審査員はダウンタウンの松本人志
- ザ・細かすぎて伝わらないモノマネ2023ファイナリスト

### ゆず姉
- 博士と助手〜細かすぎて伝わらないモノマネ選手権〜第17回ファイナリスト

## 出演

### TV

#### MORIYAMA
- ぐるナイおもしろ荘 ～若手芸人を大売り出し 誰か使ってスペシャル～（日本テレビ）- 2013年1月1日（2012年12月31日深夜）
- TBS 水曜日のダウンタウン
- 細かすぎて伝わらないモノマネ選手権2023

#### ゆず姉
- 日本テレビ　エンタの神様(姫くりとして)
- 日本テレビ　ウチのガヤがすみません!
- ものまねグランプリ
- とんねるずのみなさんのおかげでした・博士と助手細かすぎて伝わらないモノマネ選手権ファイナリスト
- 爆笑ものまね紅白歌合戦
- マネもの
- ネタパレ
- ザ・細かすぎて伝わらないモノマネ
- Jテレスタイル　はいだしょうこ&ゆず姉と見る劇場版「それいけ!アンパンマン」特集
- j:com「府中大國魂神社例大祭くらやみ祭2016生中継」レポーター

### CM

#### ゆず姉
- ホットペッパーグルメ『グルメサマ会編』
- サントリー　プレシャス

### ラジオ

#### ゆず姉
- FM湘南ナパサ『湘南エンタメタウン!ゆず姉のねぇねぇサンデー』